# Драгановець (Хорватія)
Драгановець (хорв. Draganovec) — населений пункт у Хорватії, у Копривницько-Крижевецькій жупанії у складі міста Копривниця.

## Населення
Населення за даними перепису 2011 року становило 506 осіб.
Динаміка чисельності населення поселення: